# Belyounech
Belyounech (arabisch بليونش, Zentralatlas-Tamazight ⴱⵍⵢⵓⵏⴰⵛ Belyunac) ist ein etwa 2.000 Einwohner zählender Küstenort und eine Landgemeinde (commune rurale) mit ca. 5500 Einwohnern in der Präfektur M’Diq-Fnideq in der Region Tanger-Tétouan-Al Hoceïma im Norden Marokkos.

## Lage und Klima
Belyounech liegt zu Füßen des Jbel Musa an der Mittelmeerküste etwa 5 km westlich der spanischen Exklave Ceuta in einer Höhe von ca. 5 bis 70 m. Das Klima ist gemäßigt und für marokkanische Verhältnisse recht regnerisch.

## Bevölkerung
| Jahr      | 1994  | 2004  | 2014 | 2024 |
| Einwohner | k. A. | k. A. | 5296 | 5208 |

## Wirtschaft
Über Jahrhunderte lebten die Bewohner des Ortes als Selbstversorger vom Fischfang und von ein wenig Landwirtschaft und Viehzucht. Seit den 1970er Jahren ist Belyounech bei den Einwohnern der Exklave Ceuta als Urlaubs- und Badeort beliebt. Auch der Schmuggel von Waren aller Art spielt eine gewisse Rolle.

## Geschichte
Der von 978 bis 1002 quasi allein über das Kalifat von Córdoba herrschende Wesir Almansor ließ sich bereits im 10. Jahrhundert in Belyounech eine Residenz erbauen. Im 12. Jahrhundert war der Ort ein beliebter Platz für die Bewohner des damals noch muslimischen Ceuta; der Geograph al-Idrisi (ca. 1100–1166) beschreibt ihn als beinahe paradiesischen Ort, wo Früchte aller Art und sogar Zuckerrohr gediehen. Von 1912 bis 1956 gehörte Belyounech zum spanischen Protektorat.

## Sehenswürdigkeiten
Außer dem Strand und seiner reizvollen Lage hat der Ort keinerlei kulturell oder historisch bedeutsame Sehenswürdigkeiten zu bieten. Wanderungen entlang der Küste bis zur Petersilieninsel, eine Besteigung des Jbel Musa oder ein Tagesausflug nach Ceuta lohnen sich.